# 露脊海豚属
鲸豚属（学名：Lissodelphis）也称露脊海豚属，是鯨目海豚科的一属，包含2种，分别是生活在北半球的北鲸豚（L. borealis）和南半球的南鲸豚（L. peronii）。